# Доктор Фийлгуд
„Доктор Фийлгуд“ (на английски: Dr. Feelgood) е английска пъб рок група, формирана през 1971 година в Кенви Айланд от Лий Брийо, Джон Спаркс, Биг Фигър и Уилко Джонсън. Известни главно с концертните си изпълнения, те получават по-широка популярност с албума „Stupidity“ от 1976 година, достигнал първо място в британската класация. С поредица значителни промени в състава, групата съществува и днес.
Произхождат от Канви Айлънд, Есекс. Някои от първите им сингли, като She Does It Right, Roxette и Back in the Night ги изстрелват в сферата на популярността. Специфично за тях е британското ритъм енд блус звучене, в което централна роля има разпокъсаният стил на свирене на китара на Уилко Джонсън. Заедно с Джонсън, в оригиналната група участват певецът Лий Брийо, бас китаристът Джон Спаркс (Спарко), и Джон Мартин на барабаните, наричан „Биг Фигър“ (буквално на български: „Голямата фигура“).
Най-продуктивната епоха в търговско отношение са годините от началото до средата на 1970-те години.
Групата се сформира в Канви Айлънд през 1971 година. Тримата основатели – Джонсън, Брийо и Спаркс – са свирили преди това в ритъм енд блус банди, и към тях скоро се присъединява барабанистът Джон Мартин. Името си измислят покрай запис от 1962 г. на Уили Перимен, наречен Dr. Feel-Good, който технически е записан от Доктор Фийлгуд и Интърнс. Няколко британски бийт групи правят кавъри на песента през 60-те, включително Джони Кид и Пайрътс. Терминът също така е жаргонен израз, обозначаващ хероин или лекар, който е готов да предпише, често в големи количества, наркотици.
Към края на 1973 година групата става една от най-известните в разрастващата се лондонска пъб рок сцена, благодарение на енергичния си ритъм енд блус. Техният първи албум е Down by the Jetty, който правят с Юнайтед Артистс през 1974 г. Както много други пъб рок музиканти, Доктор Фийлгуд стават известни с енергичните си концерти, които усъвършенстват с постоянни турнета и чести представления, макар че студийните албуми като Down by the Jetty и Malpractice (1975 г.) също добиват популярност.
С концертния албум Stupidity пробиват в индустрията и стигат до първа позиция в Британската класация за албуми. След Sneakin' Suspicion Джонсън напуска групата поради конфликтни ситуации с Лий Брийо. На мястото му идва Джон Мейо – Джипи, но групата никога не постига предишната популярност. Въпреки това, те имат хит сингъл от Топ 10 през 1979 г. с Milk and Alcohol. Джонсън никога не постига голям успех извън бандата, с изключение на кратко пребиваване с Иън Дъри и Блокхедс от 1980 година.